# Seners
Seners era un poble, actualment desaparegut, del terme comunal d'Estoer, a la comarca del Conflent, de la Catalunya del Nord.
Estava situat a la zona central del seu terme comunal, al lloc on encara avui dia romanen, molt destruïdes i emboscades, les ruïnes del Mas de Llec.
Leco és esmentat des del 848, i apareix documentat diverses vegades al llarg de l'edat mitjana: 958 (Leco), 1267 (villarium de Lecho), 1328 (Lech). Havia estat adquirit per Protasi, el fundador de Sant Miquel de Cuixà, i fou sempre alou de Cuixà, que el segle xvii (1607) hi tenia fargues, a més d'explotar-ne les mines de ferro. Fins a la fi de l'Antic Règim fou una senyoria pertanyent a Cuixà.